# Orbiqia
Orbiqia es un género de foraminífero bentónico considerado un sinónimo posterior de Mesorbitolina de la subfamilia Orbitolininae, de la familia Orbitolinidae, de la superfamilia Orbitolinoidea, del suborden Orbitolinina y del orden Loftusiida. Su especie tipo era Orbiqia drasensis. Su rango cronoestratigráfico abarcaba desde el Albiense (Cretácico inferior) hasta el Cenomaniense inferior (Cretácico superior).

## Discusión
Clasificaciones previas incluían Orbiqia en el suborden Textulariina del orden Textulariida o en el orden Lituolida.

## Clasificación
Orbiqia incluye a las siguientes especies:
- Orbiqia conulus †
- Orbiqia drasensis †